# استیو کانتامسا
استیو کانتامسا (انگلیسی: Steve Cantamessa؛ زادهٔ ۱ فوریهٔ ۱۹۵۰) مهندس صدا اهل ایالات متحده آمریکا است.
وی همچنین برندهٔ جوایزی همچون جایزه اسکار بهترین صداگذاری شده‌است.